# Blekinge
Blekinge is een zogenoemd landschap in het Zuid-Zweedse landsdeel Götaland. Het valt geografisch samen met de provincie Blekinge län.

## Bestuur
De Zweedse landschappen hebben geen bestuurlijke functie. Blekinge en Gotland zijn de enige twee landschappen die precies samenvallen met een provincie. De provincie waarmee Blekinge precies samenvalt is Blekinge län.

## Geschiedenis
Blekinge was oorspronkelijk deel van Denemarken. Samen met Skåne en Halland vormde Blekinge het oostelijke deel van het Deense koninkrijk. In 1658 werd de Vrede van Roskilde gesloten. Blekinge werd toen samen met Skåne en Halland afgestaan aan Zweden.
Blekinge kent een aantal historische steden (tussen haakjes het jaar waarin de steden stadsrechten kregen): Karlshamn (1680), Karlskrona, Ronneby (1387) en Sölvesborg (1445).

## Geografie
Voor de kust van Blekinge ligt een archipel; de Scherenkust van Blekinge. Blekinge heeft ongeveer 800 eilanden met een breedte groter dan 50 meter. Blekinge heeft als bijnaam de “tuin van Zweden”, dit omdat op een vrij klein oppervlakte betrekkelijk veel verschillende types landschap te vinden zijn. In de stukken die het dichtst bij zee liggen is vooral loofbos en landbouwgrond te vinden. Hoe verder men van de kust afgaat, hoe meer de loofbossen overgaan in naaldbossen. Blekinge heeft ongeveer 960 meren die groter zijn dan 1 hectare. Het grootste meer van Blekinge is Halen.
Tussen 1837 en 2006 gold Boafalls backe met 177,56 meter boven de zeespiegel als hoogste punt van Blekinge. In 2006 kwam men er bij controlemetingen achter, dat Rävabacken in het dorp Farabol op een hoogte van 189,65 meter boven de zeespiegel het hoogste punt van Blekinge is. Rävabacken werd op 12 augustus 2006 met een officiële ceremonie ingewijd als hoogste punt van Blekinge.
Blekinge heeft een bevolkingsdichtheid van 54 inwoners per km². Hiermee is het na de grootste steden een van de dichtstbevolkte gebieden van Zweden. De meeste steden en grote plaatsen in Blekinge liggen aan de kust wat tot gevolg heeft dat het kustgebied een stuk dichter bevolkt is dan het binnenland. De dichtstbevolkte gemeente van Blekinge is met 89 inwoners/km² Sölvesborg. De dunstbevolkte gemeente is Ronneby, deze gemeente heeft 34 inwoners/km².

## Klimaat
Blekinge heeft een droger en zonniger klimaat dan grote delen van de rest van Zweden. Dit komt doordat Blekinge vrij oostelijk in Zweden en aan de Oostzee ligt. Dit zorgt ervoor dat het klimaat in Blekinge vrij veel invloed ondervindt van hogedrukgebieden boven Rusland en de Baltische staten.
In het oosten van Blekinge valt ongeveer 550 mm neerslag per jaar. In het noordoostelijke deel van Blekinge ongeveer 700 tot 800. Het aantal uren zonneschijn per jaar bedraagt ongeveer 1700 tot 1800. In januari is de gemiddelde temperatuur -1 °C aan de kust en iets kouder in de buurt van Småland. Er is echter wel een groot verschil in temperatuur tussen verschillende winters. Juli is de warmste maand met een gemiddelde temperatuur ongeveer 16 °C. De gemiddelde jaartemperatuur is 7 °C.

## Trivia
Hoofdstuk VII van Nils Holgersson speelt zich in en rondom Blekinge af.
Ångermanland · Blekinge · Bohuslän · Dalarna · Dalsland · Gästrikland · Gotland · Halland · Hälsingland · Härjedalen · Jämtland · Lapland · Medelpad · Närke · Norrbotten · Öland · Östergötland · Skåne · Småland · Södermanland · Uppland · Värmland · Västerbotten · Västergötland · Västmanland